# Brandhärdshund
Brandhärdshund är en tjänstehund som används av polis vid brottsplatsundersökningar. Den har tränats att hitta spår eller rester av brandfarliga vätskor och kan på så vis peka ut var en anlagd brand möjligen startats. Kriminaltekniker kan då ta prover på platsen som i bästa fall kan jämföras med spår hos en eventuell misstänkt. Svensk polis har sedan ett antal år antagit namnet brandhund för dessa hundar. Anledningen är bland annat att inte bara själva brandhärden ska hittas, utan även spår eller rester av brandfarlig vätska på hela brandplatsen.